# Jarama
Jarama – rzeka w środkowej Hiszpanii, jeden z najważniejszych dopływów Tagu.
Ma źródła na stokach góry Peña Cebollera, znanej też jako Szczyt Trzech Prowincji (leży w Sierra de Ayllón, w paśmie Gór Kastylijskich, u zbiegu prowincji Madryt, Guadalajara i Segowia), w buczynie tuż obok miejscowości Montejo de la Sierra. Płynie przez prowincje Guadalajara oraz Madryt. Prawe dopływy: Lozoya, Guadalix i Manzanares. Lewe dopływy: Henares i Tajuña. Długość: ok. 190 km. Powierzchnia dorzecza: 11 545 km². Uchodzi do Tagu w pobliżu Aranjuez.
W dolnym biegu jest jedną z najbardziej zanieczyszczonych rzek w Hiszpanii. Podczas wojny domowej w Hiszpanii nad Jaramą rozegrała się jedna z najważniejszych i najkrwawszych bitew między siłami frankistowskimi i republikańskimi.